# Яніс Нівенер
Яніс Нівенер (нім. Jannis Niewöhner; 30 березня 1992, Крефельд) — німецький актор. Знаменитий в основному по своїй ролі в фантастичній серії фільмів «Таймлесс». Знімається в кіно з 11-річного віку.

## Фільмографія

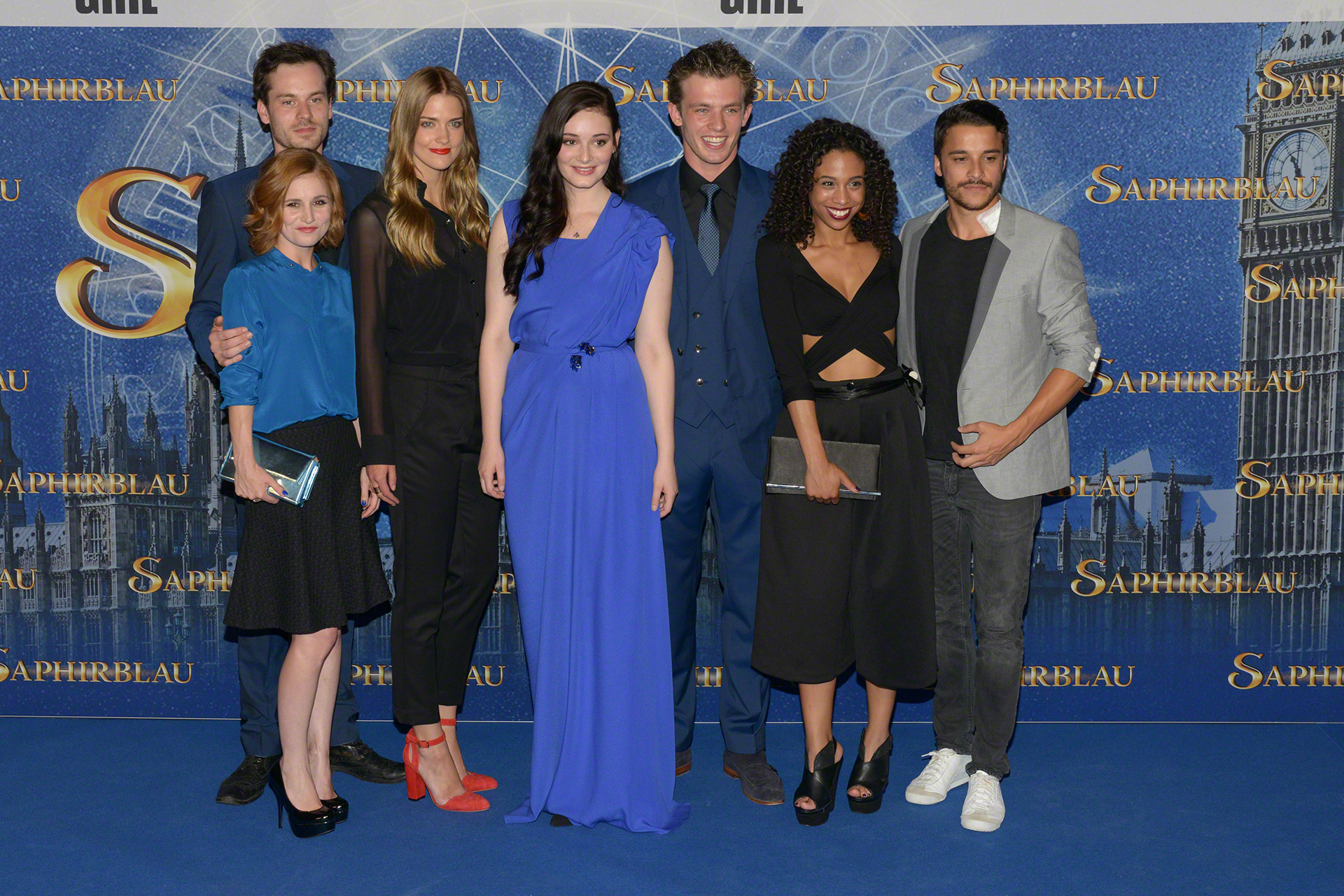
Акторський склад фільму на прем'єрі

| Рік  | Українська назва                      | Оригінальна назва                            | Роль                     |
| ---- | ------------------------------------- | -------------------------------------------- | ------------------------ |
| 2003 | Едельвейс назавжди                    | Für immer Edelweiss (короткометражний фільм) |                          |
| 2004 | Скарб «Білого орла»                   | Der Schatz der weißen Falken                 | Дірк                     |
| 2006 | TKKG und die rätselhafte Mind-Machine | Peter 'Tim' Carsten                          |                          |
| 2007 | ￼Дикі курочки і кохання               | Die wilden Hühner und die Liebe              | Майк                     |
| 2007 | Дерево                                | Der Baum (короткометражный фильм)            |                          |
| 2008 | Puthuni hambagiya                     | польський хлопчик                            |                          |
| 2008 | Літо                                  | Sommer                                       | Ларс                     |
| 2009 | Банда                                 | Gangs                                        | Jan                      |
| 2010 | Дикі дівчатка 2                       | Freche Mädchen 2                             | Antony                   |
| 2011 | Ein Tick anders                       | Junger Mann im Zooladen                      |                          |
| 2011 | ￼Нічний страж                         | Nachtwächter (короткометражний фільм)        |                          |
| 2013 | Таймлесс. Рубінова книга              | Rubinrot                                     | Гідеон де Віллер         |
| 2013 | Батьки                                | Eltern                                       | Jonas                    |
| 2014 | Таймлесс 2: Сапфірова книга           | Saphirblau                                   | Гідеон де Віллер         |
| 2014 | Краще, ніж нічого                     | Besser als nix                               | Mike Bender              |
| 2014 | Гра в лікаря                          | Doktorspiele                                 | Bobby                    |
| 2014 | Це все кохання                        | Alles ist Liebe                              | Daniel                   |
| 2014 | Назавжди                              | Für immer                                    | Jan                      |
| 2015 | Східний вітер 2                       | Ostwind 2                                    | Milan                    |
| 2015 | 4 Королі                              | 4 Koenige                                    | Timo                     |
| 2015 | Дівчина-король                        | The Girl King                                | Count Jakob de la Gardie |
| 2016 | Таймлесс. Смарагдова книга            | Smaragdgrün                                  | Гідеон де Віллер         |
| 2016 | Джонатан                              | Jonathan                                     | Джонатан                 |
| 2017 | Берлінська резидентура                | Berlin Station                               | Армандо                  |
| 2017 |                                       | Maximilian                                   | Максиміліан I            |
| 2018 | Німий                                 | Mute                                         | Нікі                     |
| 2019 | Справа Колліні                        | The Collini Case                             | Жан-Батіст Маєр          |
| 2020 | Нарцис і Голдмунд                     | Narziß und Goldmund                          | Голдмунд                 |
| 2020 |                                       | Cortex                                       | Ніко                     |
| 2021 |                                       | Je suis Karl                                 | Карл                     |
| 2021 | Мюнхен                                | Munich                                       | Гартманн                 |

## Телешоу
- 2002: Tatort: Fakten, Fakten...
- 2004: SOKO Köln: Blutiger Buddha
- 2007: Von Müttern und Töchtern
- 2007: SOKO Köln: Eine Frage des Vertrauens
- 2010: Augustinus (Sant'agostino)
- 2010: Undercover Love
- 2011: SOKO Stuttgart: Auf die Plätze, fertig, tot
- 2011: SOKO Köln: Aufgeflogen!
- 2011: Stolberg: Geld oder Liebe
- 2012: Ein Jahr nach morgen
- 2012: Der Alte: Königskinder
- 2012: Tatort: Dinge, die noch zu tun sind
- 2013: Helden — Wenn dein Land dich braucht
- 2013: In einem wilden Land
- 2014: SOKO Köln — Wer ohne s? nde ist

## Особисте життя
Яніс офіційно заявив пресі, що розійшовся з Емілією Шуле. Вони домовилися залишитися друзями. Тепер преса часто помічає його з Марією Еріх. Пресі він заявив, коли вони його запитали, чи є у нього дівчина, то Яніс сказав, що це секрет.